# ژاروو
ژاروو (به صربی: Žarevo) یک منطقهٔ مسکونی در صربستان است که در بروس واقع شده‌است. ژاروو ۹۲ نفر جمعیت دارد.